# 博多克鄉 (科瓦斯納縣)
45°57′0″N 25°51′0″E / 45.95000°N 25.85000°E
博多克鄉（羅馬尼亞語：Comuna Bodoc, Covasna），是羅馬尼亞的鄉份，位於該國中部，由科瓦斯納縣負責管轄，海拔高度559米，處於布加勒斯特以北170公里，每年平均降雨量1,131毫米，2007年人口2,439。